# Plasmodium falciparum
Plasmodium falciparum är en av de myggburna parasiter som orsakar sjukdomen malaria. Parasiten och sjukdomen har en stor utbredning i världen, främst i tropikerna och utgör ett stort globalt folkhälsoproblem. P. falciparum är en eukaryot encellig parasit och en av de få Plasmodium-arter som smittar människor. P. falciparum orsakar den farligaste formen av malaria, med högst dödlighet. Parasiten har en invecklad livscykel med både sexuella och asexuella stadier och genomgår stora förändringar både i myggan och i den infekterade värden. Det stadium som ger upphov till flest symptom är merozoiterna, vilka infekterar röda blodkroppar och leder till att dessa brister, med febertoppar som följd. 
Ett vaccin mot falciparum-malaria var klart för testning i stor skala 2017, RTS,S/AS01 ("Mosquirix"), vilket kunde bli det första vaccinet mot malaria.. 
Profylaktisk behandling och förebyggande insatser mot myggor, exempelvis myggnät i drabbade områden, har minskat antalet smittade människor. Behandling med artemisinin i kombination med andra läkemedel (så kallad ACT-behandling) har framgångsrikt använts mot malariainfektion. Men trots god utveckling, finns stora problem med ökad resistensutveckling, vilka på sikt utgör hot mot effektiv behandling.
WHO sammanfattar regelbundet uppskattningar om utbredning och förekomsten av malaria i världen. Enligt de senaste beräkningarna uppskattades det år 2015 214 miljoner nya fall av malaria i världen, merparten i Afrika och Sydostasien men även östra Medelhavsområdet.
Uppskattningsvis skedde 438 000 dödsfall årligen till följd av malariainfektion. Under perioden 2000 till 2015 sjönk dock antalet nya malariafall med 37% globalt, och med 42% i Afrika. Under samma period minskade dödligheten med 60% globalt och med 66% i Afrika. För första gången, rapporterades inga inhemska fall av malaria i Europa 2015. År 2020 var dödsfallen på grund av malaria uppe i 627 000.
Barn under fem år är särskilt känsliga för malaria-sjukdom. År 2015, orsakade malaria uppskattningsvis 306 000 dödsfall bland barn under fem år, varav merparten (292 000 barn) i Afrika. I likhet med de generella trenderna minskade barnadödligheten i malaria under perioden 2000 till 2015, med 65% globalt och med 71% i Afrika.

## Livscykel
Livscykeln hos alla Plasmodium arter är komplexa. Infektion av P. falciparum hos människan startar med ett bett av en infekterad Anopheles-mygga. Från myggan frisätts sporozoiter från salivkörtlarna och förs ut i blodloppet hos människan. Sporozoiterna söker sig till levern där de infekterar leverceller och omvandlas till ett schizont-stadium och genomgår en asexuell förökning för att slutligen omvandlas till merozoiter. Från infekterade leverceller frisätts hundratals nya merozoiter och sprids i blodomloppet. Merozoiterna infekterar de röda blodkropparna i vilka de förökar sig genom delning. Vissa av parasiterna differentierar sig sedan vidare till sexuella former, så kallade gametocyter. Dessa gametocyter kan tas upp i blodmålet när en oinfekterad mygga suger blod från en infekterad människa. Väl inne i myggan sker en sexuell förökning, dvs han- och hongameterna fuserar och utvecklas till oozygoter, vilka penetrerar myggans tarmepitel och utvecklas till ookineter, vilka i sin tur producerar nya sporozoiter som migrerar till myggans spottkörtlar.

## Evolution
En hypotes är att Plasmodium utvecklades från parasiter som spreds fekal-oralt, dvs. via avföring till mun men som senare utvecklade en förmåga att infektera tarmväggen. Vid något senare tillfälle utvecklades förmågan att infektera levern och blodkropparna, vilket skulle breda förutsättningar för att senare evolvera förmågan att spridas via myggor.
P. falciparum-infekterade myggor är mer riskbenägna än icke-infekterade myggor och biter oftare. En sådan manipulation underlättar spridningen av parasiten mellan olika värdar.
Den närmaste släktingen till P. falciparum är Plasmodium reichenowi, en parasit som företrädesvis infekterar schimpanser. Genom fylogenetiska analyser av olika Plasmodium-parasiters arvsmassa har det föreslagits att både P. falciparum och P. reichenowi utvecklades från parasiter hos gorillor. Men att en uppdelning och utveckling sedan lett till att P. falciparum specialiserat sig på att infektera människor, och P. reichenowi till att infektera schimpanser. Plasmodium vivax och Plasmodium ovale är två andra malariaparasiter som infekterar människa. Släktet Plasmodium är väldigt artrikt och innehåller arter som infekterar däggdjur och andra arter vilka är knutna till fåglar och kräldjur. Sentida analyser visar att förmågan att infektera däggdjur utvecklades endast en gång hos Plasmodium spp.